# Мыльный Пузырь (туманность)
Мыльный Пузырь (PN G075.5+01.7) — планетарная туманность в созвездии Лебедь возле туманности Полумесяц (NGC 6888). Была открыта астрономом-любителем Дейвом Джурасевичем (Dave Jurasevich) с помощью астрофизического 160 мм телескопа-рефрактора 19 июня 2007 и 6 июля 2008. Позже туманность была независимо замечена и передана в Международный астрономический союз Китом Б. Кватроччи (Keith B. Quattrocchi) и Мелом Хелмом (Mel Helm), которые 17 июля 2008 года сфотографировали PN G75.5+1.7. Угловой диаметр туманности составляет 260, а центральная звезда имеет J-диапазон звёздную величину 19,45.